# آرایش یاخته‌ای

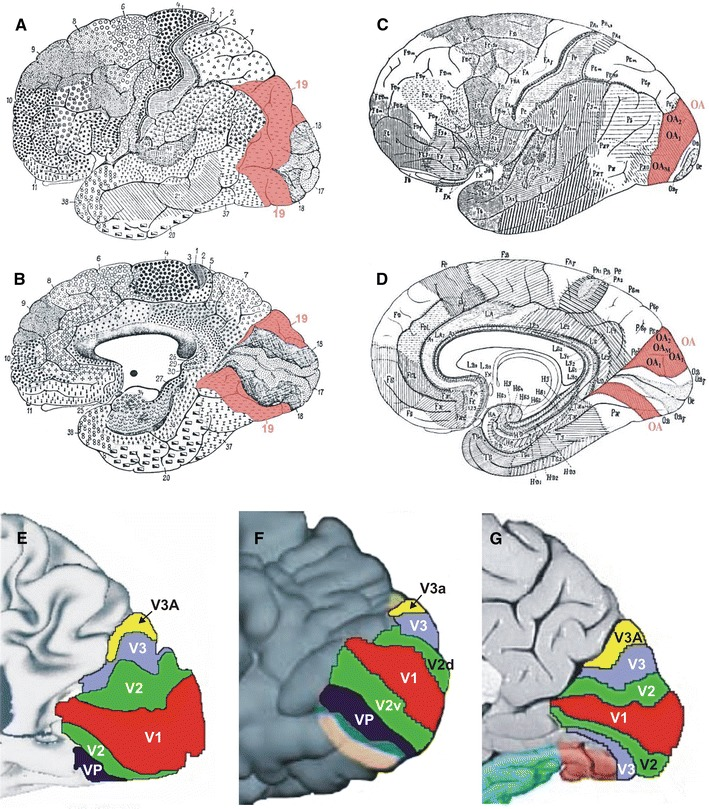
نقشه‌های یاخته‌چینی (cytoarchitectonic) برودمن (۱۹۰۹) (نمای بیرونی‌a و نمای درونی‌b) و فون اکنومو و کسکیناس (۱۹۲۵) (نمای بیرونی‌c و نمای درونی‌d). ناحیهٔ ۱۹، که ناحیهٔ مورد نظر فرضی است، با رنگ قرمز مشخص شده است. نقشه‌های کارکردی تغییریافته و اقتباس‌شده (نمای درونی لوب پس‌سری) اثر فن اسن و دروری (۱۹۹۷) (e)؛ توتل و حاجی‌خانی (۲۰۰۱) (f) و زکی (۲۰۰۳) (g) جدایی کارکردی قشر بینایی را نشان می‌دهند.

آرایش یاخته‌ای (انگلیسی: Cytoarchitecture)، که با نام یاخته‌ساخت‌شناسی (cytoarchitectonics) نیز شناخته می‌شود، مطالعهٔ ترکیب یاخته‌ایِ بافت‌های دستگاه عصبی مرکزی با استفاده از میکروسکوپ است. یاخته‌ساخت‌شناسی یکی از شیوه‌های تقسیم‌بندی مغز است که در آن، با تهیهٔ برش‌هایی از مغز به کمک میکروتوم و رنگ‌آمیزی آن‌ها با عوامل شیمیایی، جایگاه یاخته‌های گوناگونِ نورونی در مغز نمایان می‌شود.
مطالعهٔ لایه‌بندیِ رشته‌های عصبی (عمدتاً آکسونها) موضوع ساخت‌شناسی مغز استخوان (myeloarchitectonics) است (از یونانی μυελός به‌معنای «مغز استخوان» و ἀρχιτεκτονική به‌معنای «ساختارشناسی»)، که رویکردی مکملِ یاخته‌ساخت‌شناسی به‌شمار می‌رود.

## تاریخچهٔ آرایش یاخته‌ایِ قشر مخ
تعریف آرایش یاخته‌ای قشر مخ با پیدایش بافت‌شناسی آغاز شد، یعنی دانشی که به بررسی برش‌های بافتی رنگ‌آمیزی‌شدهٔ مغز می‌پردازد. این حوزه به روان‌پزشک وینی، تئودور ماینرت (۱۸۳۳–۱۸۹۲) نسبت داده می‌شود که در سال ۱۸۶۷ تفاوت‌های ناحیه‌ای در ساختار بافت‌شناختی مادهٔ خاکستری نیم‌کره‌های مغزی را شناسایی کرد.
پاول فلکزیگ نخستین کسی بود که آرایش یاخته‌ای مغز انسان را به ۴۰ ناحیه تقسیم کرد. پس از او، آلفرد والتر کمپبل مغز را به ۱۴ ناحیه تقسیم نمود.
گرافتن الیوت اسمیت، دانشمند اهل نیو ساوت ولز که در قاهره کار می‌کرد، ۵۰ ناحیهٔ مغزی را شناسایی کرد. کوربینیان برادمن بر روی مغز گونه‌های گوناگون پستانداران پژوهش کرد و قشر مخ را به ۵۲ ناحیهٔ مجزا تقسیم نمود (۴۴ ناحیه در انسان و ۸ ناحیه در مغز نخستی‌های غیرانسان). او برای مشخص کردن این نواحی از عددگذاری بهره برد و این نواحی اکنون به‌عنوان ناحیه‌های برادمن شناخته می‌شوند. برادمن معتقد بود هر یک از این نواحی کارکردی منحصربه‌فرد دارند.
کنستانتین فن اکنومو و گئورگ ان. کسکیناس، دو عصب‌شناس وینی، با تعریف ۱۰۷ ناحیهٔ قشری بر پایهٔ معیارهای یاخته‌ساختی، اثری شاخص در پژوهش‌های مغزی پدیدآوردند. آن‌ها برای دسته‌بندی نواحی، از حروف استفاده کردند، مثلاً «F» برای نواحی لوب پیشانی.

## فن رنگ‌آمیزی نیسل
فن رنگ‌آمیزی نیسل، که به نام فرانتس نیسل (عصب‌پژوه و بافت‌شناس ابداع‌کنندهٔ آن) نام‌گذاری شده، روشی رایج برای تعیین ساختار یاخته‌ای نواحی عصبی است. در این روش از رنگ‌های رایجی چون تیونین، کرسیل ارغوانی و نوترال رد استفاده می‌شود. این رنگ‌ها بخش‌هایی به‌نام «جسم نیسل» (بخشی از شبکه آندوپلاسمی) را که در نورون‌ها فراوان‌اند، به‌شدت رنگی می‌کنند و الگوهای خاص آرایش یاخته‌ای را در مغز آشکار می‌سازند.
رنگ‌آمیزی‌های رایج دیگر مانند رنگ‌آمیزی هماتوکسیلین-ائوزین بافت مغز را نسبتاً یکنواخت نشان می‌دهند و سطح سازمان‌یافتگی‌ای را که در رنگ‌آمیزی نیسل دیده می‌شود، نمایان نمی‌کنند. نیسل‌نگاری از سطحی درشت‌نگر، مانند الگوی لایه‌ای قشر مخ یا الگوهای هسته‌ای در تالاموس و ساقهٔ مغز، تا سطحی ریزنگر، همچون تفاوت میان نورون‌ها و یاخته‌های گلیال در نواحی گوناگون دستگاه عصبی مرکزی را نشان می‌دهد.
فن‌های دیگر، مانند ایمونوهیستوشیمی و هیبریداسیون درجا، امکان شناسایی ژن‌ها یا پروتئینهای خاص در گروهی از یاخته‌ها را می‌دهند، اما نیسل‌نگاری هنوز هم نقطهٔ آغاز یا مرجع قابل اعتماد، کم‌هزینه و آشنایی برای پژوهشگران علوم اعصاب است که می‌خواهند یافته‌های خود را در چارچوبی کالبدشناختیِ شناخته‌شده یا با مراجعه به اطلس‌های عصبی که از همین فن بهره می‌برند، بیان کنند.